# Robert Wilkinson Furnas
Robert Wilkinson Furnas, né le 5 mai 1824 et mort le 1er juin 1905, est un homme politique républicain américain. Il est le 2e gouverneur du Nebraska entre 1873 et 1875.